# Rosaleda Dr. López Rosat
La Rosaleda Dr. López Rosat también denominada más formalmente como Rosaleda de los Jardines del Real o también como Rosaleda de los viveros del Real, en catalán: Roserar Dr. López Rosat, es una rosaleda de 8.320 m² de extensión, que se encuentra en el interior de los Jardines del Real, Ciudad de Valencia, España.

## Localización
Rosaleda Dr. López Rosat c/ San Pío V 
 c/ General Elio, en Jardines del Real, Valencia, Comunidad Valenciana, España.
Planos y vistas satelitales.39°28′50.01″N 0°22′5.56″O / 39.4805583, -0.3682111
- Promedio anual de precipitaciones: 418 mm
- Altitud: 25'00 metros

Está abierta todos los días del año. La entrada es libre.

## Historia
Situado sobre el solar que ocupara en parte el antiguo Palacio del Real. Razones estratégicas de defensa de la ciudad, obligaron a que ese magnífico alcázar fuera derribado antes de la llegada de las tropas invasoras del ejército de Napoleón, comandadas por el mariscal Suchet, al que el rey usurpador, Jose I Bonaparte, concedió el título de Duque de la Albufera. 
Con los restos de la edificación se levantaron dos pequeñas colinas, las únicas dentro de la ciudad, que se conocen con el nombre de las montañas de Elio, en honor al general Elio, heroico defensor de la ciudad en la Guerra de la Independencia. El General Elio, Capitán General que fue de Valencia durante la Guerra de la Independencia y que sería ejecutado por orden de Fernando VII después de la guerra, en el mismo lugar donde ahora se levanta el busto, en la zona denominada "Muntanyeta del General Elio".
En la primera edición de Iberflora, en 1972, sus directivos acordaron colaborar con el Ayuntamiento de Valencia en la construcción de la nueva rosaleda, lo que se materializó con la aportación de 6.000 plantas de rosal plantados según un proyecto dirigido por el Jardinero Mayor Vicente Peris Sánchez, bajo el asesoramiento del horticultor y rosalista Francisco Ferrer Martí.
La nueva rosaleda fue enriquecida, según proyecto del arquitecto municipal Emilio Rieta, situando en su centro una fuente monumental procedente de la plaza de la Reina, instalada con juegos acuáticos de Carles Buïgas.
El nuevo conjunto fue inaugurado en mayo de 1973 con el nombre "Rosaleda Dr. López Rosat" y los rosales los suministró el vivero de Francisco Ferrer siguiendo el acuerdo municipal aprobado por unanimidad, en el pleno del Consistorio en homenaje al alcalde que en aquellos momentos estaba al frente de la corporación municipal.
El doctor Vicente López Rosat nació en Valencia en 1925. Fue alcalde de Valencia entre 1968 y 1973. Fue miembro de la Sociedad Española de Neuropsiquiatría, director del sanatorio psiquiátrico Padre Jofré de Valencia y jefe del servicio de psiquiatría de la Diputación de Valencia.
El 14 de mayo de 2014, se celebró el “I Certamen Internacional de la rosa de Valencia” en el recinto de la rosaleda con la asistencia de la alcaldesa Rita Barberá y expertos rosalistas internacionales que actuaron como jurado.

## Colecciones
Durante los años 2012 y 2013 se efectuó una remodelación de la rosaleda, quedando conformada con un diseño geométrico de los parterres de cultivo que rodean a una gran fuente circular procedente de la plaza de la Reina (ocupaba el espacio donde hoy en día se encuentra un aparcamiento subterráneo), a su alrededor se plantaron cerca de 10.590 rosales de 62 variedades que han sido replantados en 94 parcelas diferentes. Los rosales han sido plantados por el equipo de Matilde Ferrer y colaboradores.
En la Rosaleda del Dr. López Rosat existen representaciones de las más importantes variedades de obtenciones de rosales de rosas modernas sobre todo de variedades de rosales Meilland y de algunos otros hibridadores. 
Entre los rosales que incluye:
- Grupo de las rosas Floribundas, 'Acropolis' var. meicrado, 'Astronomía' var. meiguimov, 'Botticelli' var. meisylpho, 'Chorus' var. meijulita, 'Coluche' var. meitrainaz, 'Gala Charles Aznavour' var. meizay, 'Gipsy' var kiboh, 'Jubile du Prince de Monaco' var. meinsponce, 'Manou MEilland' var meitulimon, 'Marie Curie' var meilamit, 'Matthias Meilland' var meifolio, 'Michel Serrault' var. meipicoty, 'Georges Moustaki' obtentor de Viveros Ferrer.[8]
- Grupo de Híbrido de té, 'Liv Tyler' var. meibacus, 'Liv Tyler' var. meibacus, 'Andre le Notre' var. meiceppus, 'Arlequin' var. meiyago, 'Bolchoi' var. meibacus, 'Cosmos' var. comsan, 'Elle' var. meibderos, 'Frederic Mistral' var. meitebros, 'Jeane Moreau' var. mediaphaz, 'Line Renaud' var. meiclusif, 'Louis de Funes' var meirestif, 'Nicolas Hulot' var. meifazeda, 'Philippe Noiret' var. meizoele, 'Queen Elizabeth', 'Rene Goscinny' var. meifrypon, 'Rouge Meilland' var. meimalyana.
- Grupo de Miniaturas, 'White Meidiland' var. meicoublan,
- Grupo de Floribunda paisajístico, 'Bonica' var meidomonac, 'Double Knock Out' var. radko, 'Knock Out' var. radrazz, 'La Sevillana' var. meigekana, 'Pearl La Sevillana' var. meichonar, 'Red Leonardo da Vinci' var. meiangele, 'Rosella' var. fetosa, 'Tequila Gold' var. meipojona.
- Grupo de Floribunda de pie alto, 'Nicolo Paganini' var. meircairma,
- Grupo de Trepador, 'Pierre de Rosard' var, meiviolin,
- Grupo de rosas antiguas, la rosa rampante Banksiae que florece una sola vez al año y marca el inicio de la primavera con su floración.[9]